# Hamit Altıntop
Hamit Altıntop (Gelsenkirchen, 8 de desembre de 1982) és un exfutbolista internacional turco-alemany.
La temporada 2011-2012 va jugar amb el Reial Madrid. Va debutar amb l'equip blanc a la Lliga de Campions a casa davant l'AFC Ajax, amb victòria per 3-0. Tot i això, durant la temporada no va participar massa, ja que no va gaudir de la confiança del tècnic blanc, José Mourinho.
El 13 de juliol de 2012 va ser traspassat del Madrid al Galatasaray Spor Kulübü, per 3 milions d'euros.

## Palmarès

### Schalke 04
- Copa de la Lliga alemanya: 2005

### Bayern de Múnic
- Bundesliga: 2007-08, 2009-10
- Copa alemanya: 2008, 2010
- Copa de la Lliga alemanya: 2007
- Supercopa alemanya: 2010
- Subcampió de la Lliga de Campions: 2009-10

### Reial Madrid
- Primera Divisió: 2011-12

### Individual
- Membre de l'equip ideal al Campionat d'Europa de futbol 2008
- Premi Puskas de la FIFA: 2010